# Udżarma

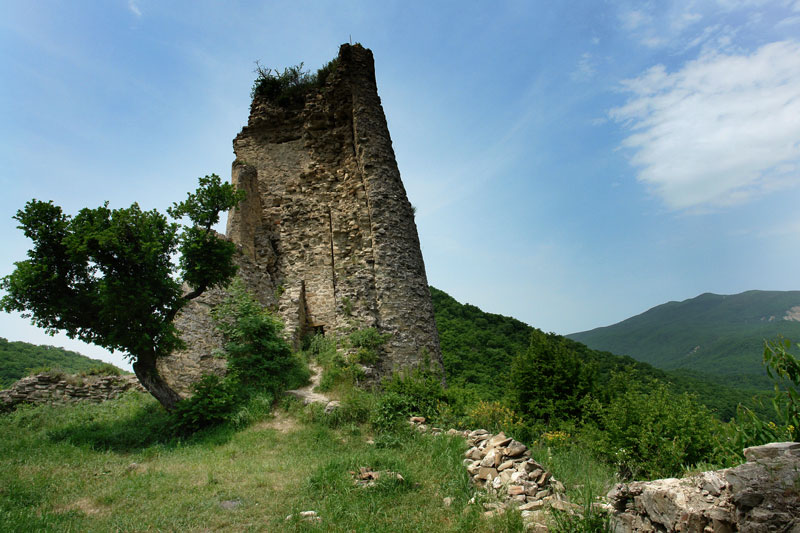
Ruiny twierdzy w Udżarmie

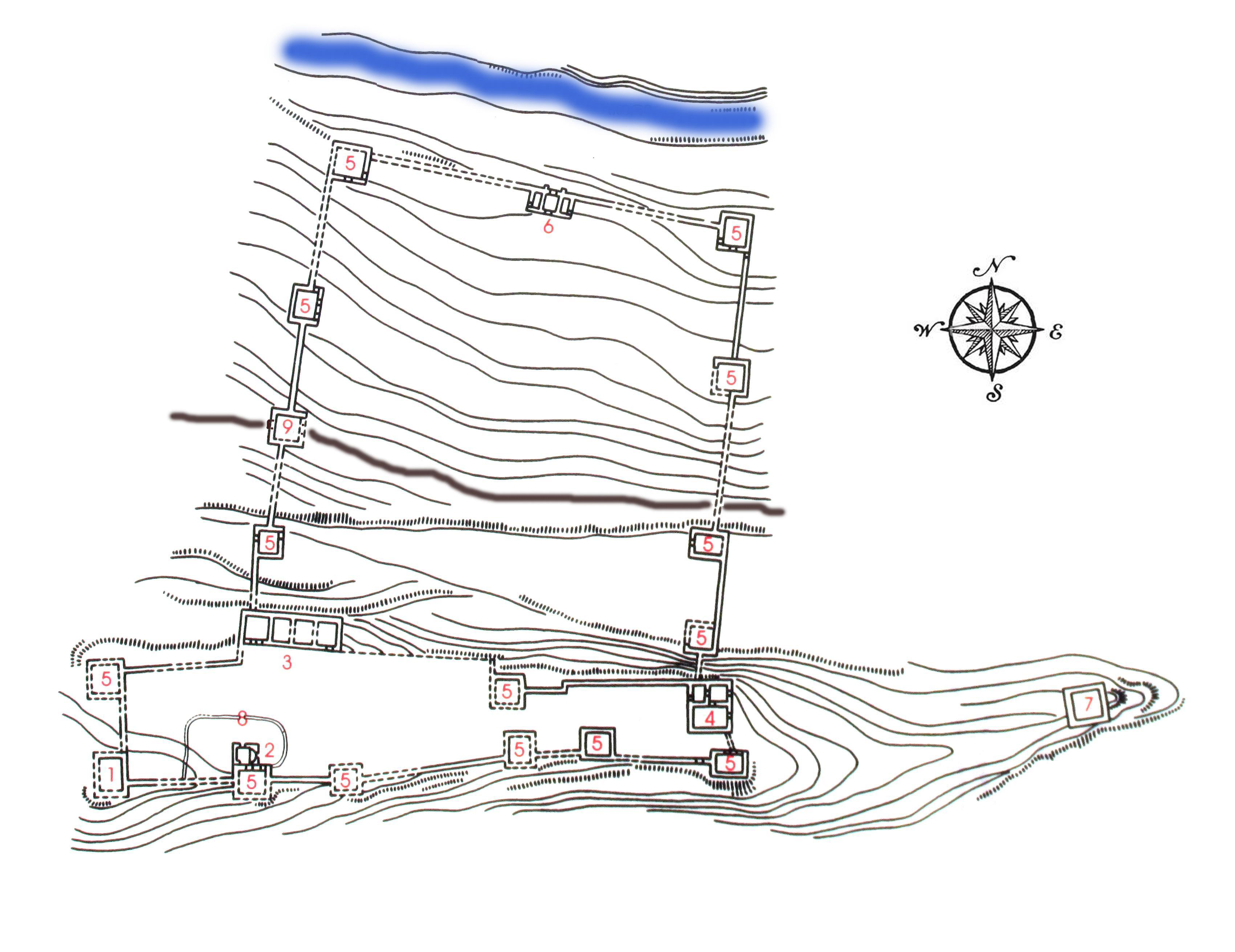

Udżarma (gruz.: უჯარმა) - miasto-forteca średniowiecznego królestwa Kartlijskiego. Położona w regionie Kachetia we wschodniej Gruzji, około 45 km od Tbilisi, na prawym brzegu rzeki Iori. Ważną rolę w rozwoju miasta odegrał Wachtang I Gorgasali (V w). Był on ostatnim królem Mcchety i to on właśnie odbudował Udżarmę, która pierwotnie została wzniesiona przez jego przodków. Twierdza w Udżarmie do późnego średniowiecza była rezydencją królewskiej rodziny, w X w. została zniszczona przez Arabów. W XIII w. król Gruzji Grzegorz III częściowo ją odbudował. W późnym średniowieczu twierdza należała do rodu feudałów Czołokaszwili. Przez długi okres stała ona pusta. Udżarmska twierdza uniknęła poważnych zniszczeń, była często remontowa, należy do najlepiej zachowanych pomników gruzińskiej architektury. Ma co najmniej 1500 lat.
Miasto-forteca składa się z dwóch części: twierdzy położonej na płaskowyżu skalistego wzgórza i miasta na zboczu. Zabudowania otoczone były obronnym murem z dziewięcioma czworokątnymi wieżami. Pałac królewski – dwupiętrowy budynek ze skarbcem - był położony we wschodniej części twierdzy. W środkowej część znajdował się kościół Świętego Krzyża (Dżwar Patiosani).  
Obecnie prowadzone są prace renowacyjne twierdzy.